# FFH-Gebiet Strandseen der Hohwachter Bucht
Das FFH-Gebiet Strandseen der Hohwachter Bucht ist ein NATURA 2000-Schutzgebiet in Schleswig-Holstein im Kreis Plön in den Gemeinden Behrensdorf (Ostsee), Hohwacht (Ostsee), Blekendorf, Wangels und in Oldenburg in Holstein im Kreis Ostholstein. Es besteht aus sechs voneinander getrennten Flächen, die in vier Teilgebieten zusammengefasst sind. Das FFH-Gebiet liegt in der „Küstenlandschaft Hohwachter Bucht und Fehmarn“, die vom Bundesamt für Naturschutz (BfN) zu den bedeutsamen Landschaften in Deutschland gezählt wird.
Das nördlichste Teilgebiet „Großer Binnensee und kleiner Binnensee“ besteht aus dem Kleinen Binnensee östlich von Behrensdorf (Ostsee), dem südlich davon gelegenen Großen Binnensee und einem schmalen ein Kilometer langen Küstenstreifen östlich der Kreisstraße K 35. Das Teilgebiet liegt im Naturraum Probstei und Selenter See-Gebiet (Landschafts-ID 70203), in der Haupteinheit Ostholsteinisches Hügelland. Diese ist wiederum Teil der Naturräumlichen Großregion 2. Ordnung Schleswig-Holsteinisches Hügelland.
Das zweite Teilgebiet „Sehlendorfer Binnensee“ liegt südlich von Hohwacht und besteht im Wesentlichen aus dem Sehlendorfer Binnensee. Es liegt im Naturraum Bungsberggebiet (Landschafts-ID 70204), in der Haupteinheit Ostholsteinisches Hügelland.
Das dritte Teilgebiet „Weißenhäuser Brök“ ist ein bis zu 300 Meter breiter Küstenstreifen zwischen dem Ferienzentrum Weißenhäuser Strand und dem Strandbereich. Dieser liegt mehrheitlich im Naturraum Oldenburger Graben (Landschafts-ID 70205).
Das vierte Teilgebiet „Wesseker See“ liegt nur wenige hundert Meter südlich des Teilgebietes Weißenhäuser Brök und befindet sich ebenfalls im Naturraum Oldenburger Graben.
Das FFH-Gebiet Strandseen der Hohwachter Bucht hat eine Größe von 1319 Hektar. Die größte Ausdehnung des FFH-Gebietes erstreckt sich mit 16,1 Kilometer in Ostwestrichtung und liegt nördlich der Bundesstraße 202 zwischen Lütjenburg im Westen und Oldenburg in Holstein im Osten. Die höchste Erhebung mit 16 Meter über Normalhöhennull (NHN) wird am Westrand des Großen Binnensees erreicht, der niedrigste Wert ist mit einem Meter unter NHN der mittlere Wasserspiegel des Wesseker Sees, siehe Karte 1. Dieses Niveau wird durch Pumpwerke konstant gehalten.
Das FFH-Gebiet besteht zu drei Vierteln aus Binnengewässern, zu knapp einem Zehntel aus salzigen Sümpfen und Wiesen. Der Rest sind Sandstrände und Küstendünen, sowie ein Prozent Ackerland, siehe Diagramm 1.

## FFH-Gebietsgeschichte und Naturschutzumgebung
Der NATURA 2000-Standard-Datenbogen (SDB) für dieses FFH-Gebiet wurde im Juni 2004 vom Landesamt für Landwirtschaft, Umwelt und ländliche Räume (LLUR) des Landes Schleswig-Holstein erstellt, im September 2004 als Gebiet von gemeinschaftlicher Bedeutung (GGB) vorgeschlagen, im November 2004 von der EU als GGB bestätigt und im Januar 2010 national nach § 32 Absatz 2 bis 4 BNatSchG in Verbindung mit § 23 LNatSchG als besonderes Erhaltungsgebiet (BEG) bestätigt. Der SDB wurde zuletzt im Mai 2017 aktualisiert.
Im September 2023 hat das Ministerium für Energiewende, Klimaschutz, Umwelt und Natur des Landes Schleswig-Holstein einen Nationalpark Ostsee in die politische Diskussion eingebracht. Dies beruht auf einer Absprache im Koalitionsvertrag der Regierungsparteien CDU und Grüne aus dem Jahre 2022. Bis Ende des Jahres 2023 soll ergebnisoffen über Vor- und Nachteile eines Nationalparks Ostsee unter Beteiligung aller Interessenvertreter diskutiert werden. Das FFH-Gebiet Strandseen der Hohwachter Bucht wäre dann auf jeden Fall ein Teil dieses Nationalparks.

### FFH-Teilgebiet Großer Binnensee und Kleiner Binnensee

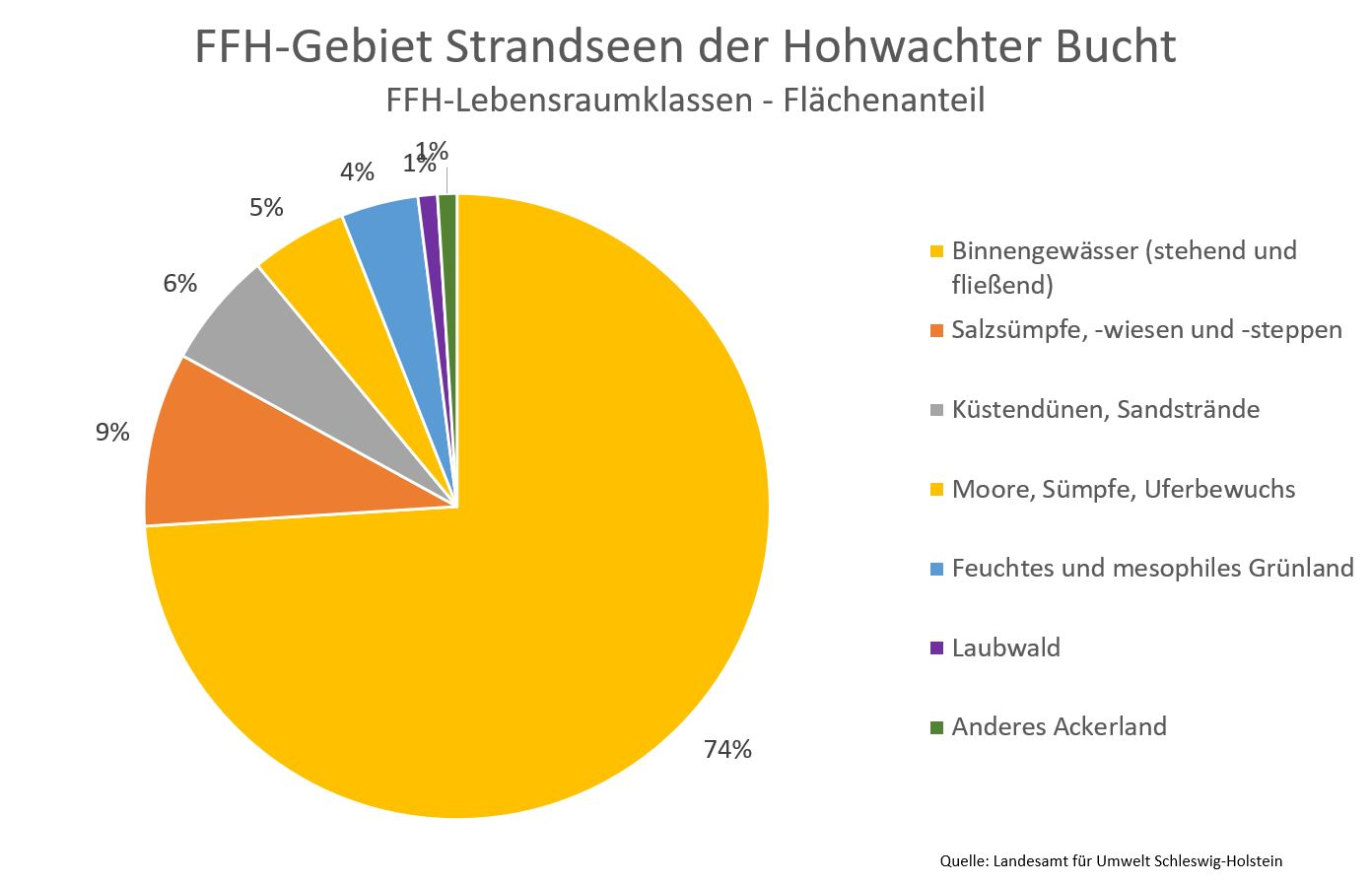
Diagramm 1ː FFH-Lebensraumklassen im FFH-Gebiet Strandseen der Hohwachter Bucht

Der Managementplan für das Fauna-Flora-Habitat-Gebiet DE-1629-391 „Strandseen der Hohwachter Bucht“ und das Europäische Vogelschutzgebiet DE 1530-491„Östliche Kieler Bucht“ jeweils Teilgebiet „Großer Binnensee und Kleiner Binnensee“ wurde am 19. März 2019 veröffentlicht. Das FFH-Teilgebiet um den Kleinen Binnensee liegt vollständig im am 25. Februar 1957 geschaffenen Naturschutzgebiet Kleiner Binnensee und angrenzende Salzwiesen. Das gesamte FFH-Teilgebiet liegt vollständig im Europäischen Vogelschutzgebiet DE 1530-491„Östliche Kieler Bucht“. Das am 13. Dezember 1990 gegründete Naturschutzgebiet (NSG) Kronswarder und südöstlicher Teil des Großen Binnensees liegt vollständig im FFH-Teilgebiet. Ein großer Teil des Teilgebietes um den Großen Binnensee liegt im am 30. März 1999 gegründeten Landschaftsschutzgebiet (LSG) „Ostseeküste auf dem Gebiet der Gemeinden Behrensdorf und Hohwacht, des Großen Binnensees, des Unterlaufs der Kossau und Umgebung.“ Im Mündungsgebiet der Kossau in den großen Binnensee befindet sich das Archäologische Denkmal „Abschnittsburg, Alte Burg, Stöfs I“ mit der Identnummer aKD-ALSH-002449 des Archäologischen Landesamtes Schleswig-Holstein (ALSH). Das Teilgebiet liegt vollständig im Schwerpunktbereich Nr. 234 „Küstenbereich zwischen Behrensdorf-Neuland und Hohwacht“ des landesweiten Biotopverbundsystems.
Das FFH-Teilgebiet hat eine Fläche von 745 Hektar. Der Geltungsbereich des Managementplanes geht aber über diese Flächen hinaus. Dieser beinhaltet Flächen des Naturschutzgebietes Kleiner Binnensee und angrenzende Salzwiesen bei Klinthörn und des Landschaftsschutzgebietes bei Osterkamp mit der Behrensdorfer Weide. Somit entstand aus den drei Unterteilgebieten ein zusammenhängendes Managementteilgebiet mit einer Größe von 1001 Hektar. Auf den Flächen des Managementteilgebietes, die unter Naturschutz stehen, ist das Angeln und befahren mit Wasserfahrzeugen untersagt. Im äußersten Nordwesten ist an einem 230 Meter langen Strandabschnitt das Angeln erlaubt. Für das NSG Kleiner Binnensee und angrenzende Salzwiesen hat das Landesamt für Landwirtschaft, Umwelt und ländliche Räume des Landes Schleswig-Holstein (LLUR) im März 2016 ein Faltblatt des landesweiten Besucher-Informationssystems (BIS) veröffentlicht, das an den Infotafeln des NSG in robusten eisernen Spendern dem Besucher zur Verfügung gestellt wird. Es kann auch im Internet aufgerufen werden. Das Teilgebiet ist touristisch mit Parkplätzen, Fuß- und Radwegen, sowie Infotafeln und Aussichtspunkten gut erschlossen.
Das Managementteilgebiet ist zu gut drei Vierteln in privatem Eigentum und knapp ein Fünftel im Besitz der Stiftung Naturschutz Schleswig-Holstein (SNSH). Der Rest ist in öffentlichem Eigentum. Mit der Gebietsbetreuung des NSG Kleiner Binnensee und angrenzende Salzwiesen sowie des NSG Kronswarder und südöstlicher Teil des Großen Binnensees wurde nach § 20 LNatSchG durch das LLUR der NABU Deutschland Landesverband Schleswig-Holstein e. V. beauftragt (Stand April 2023).

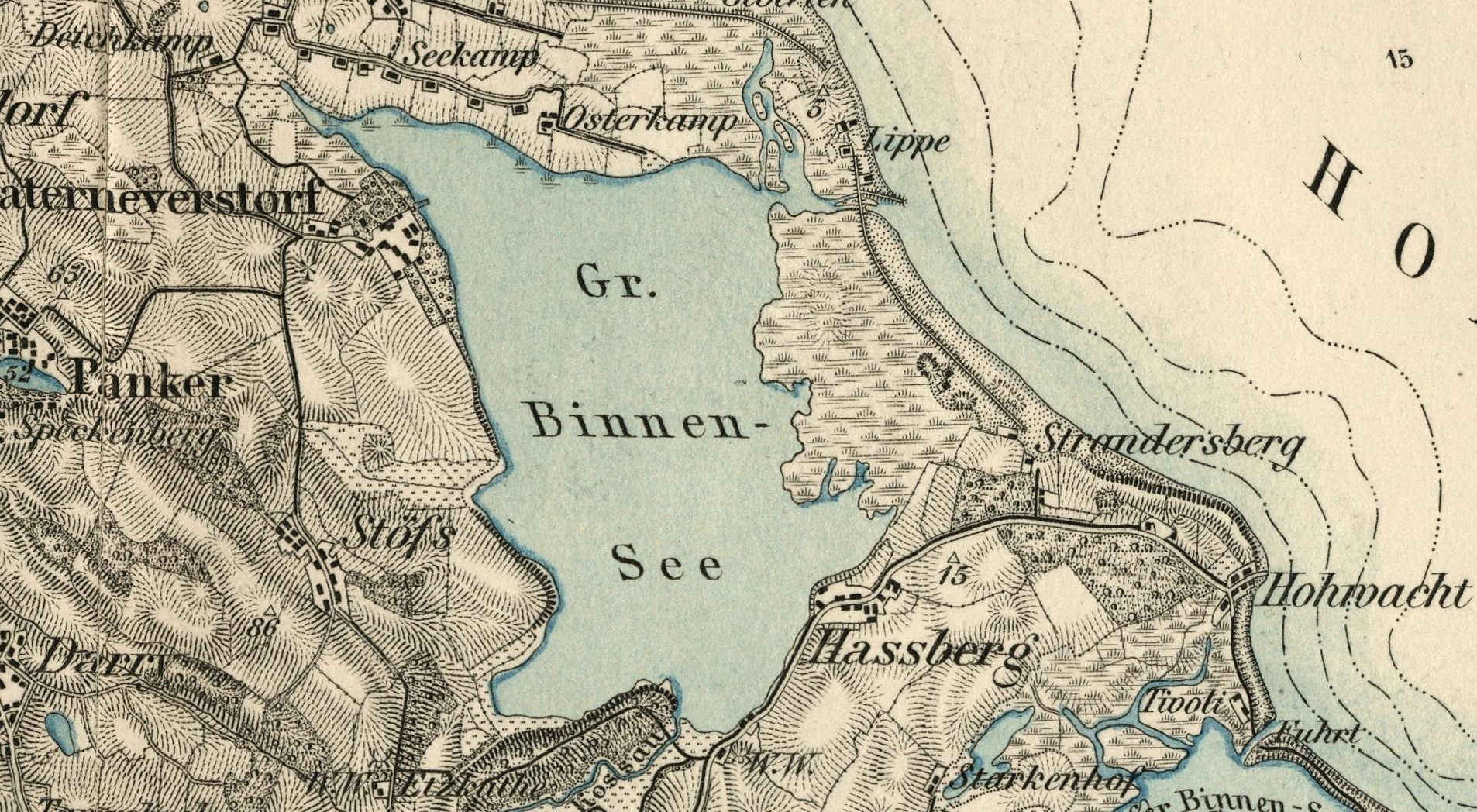
Großer Binnensee um 1873
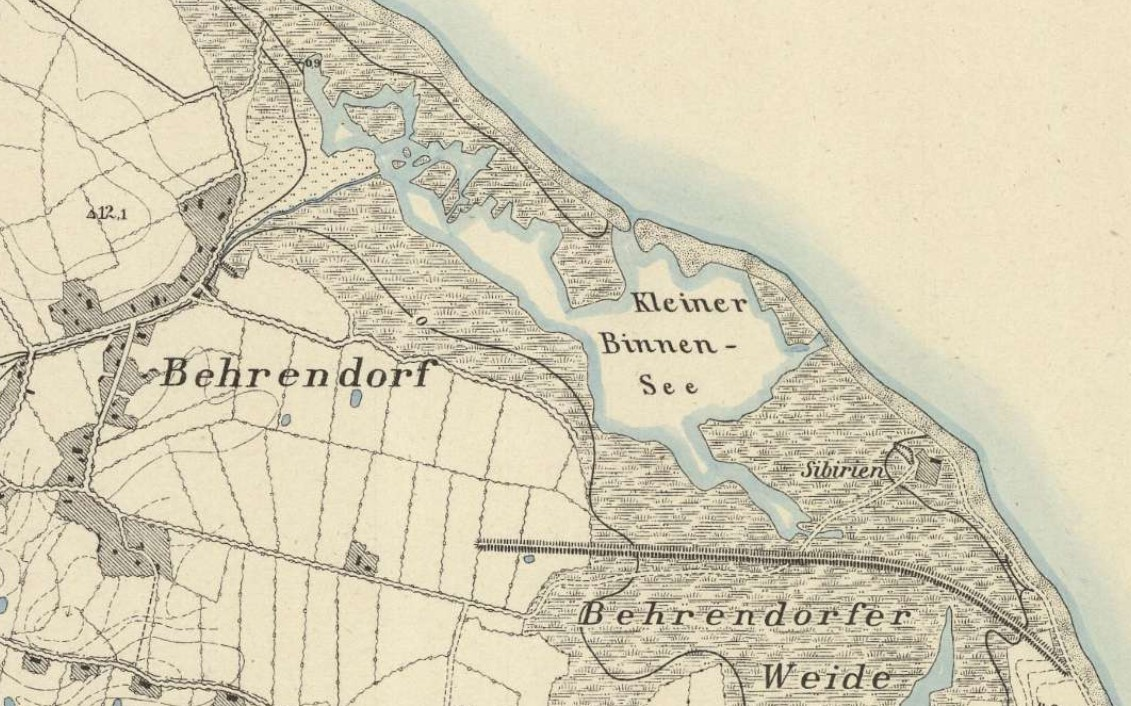
Kleiner Binnensee um 1873
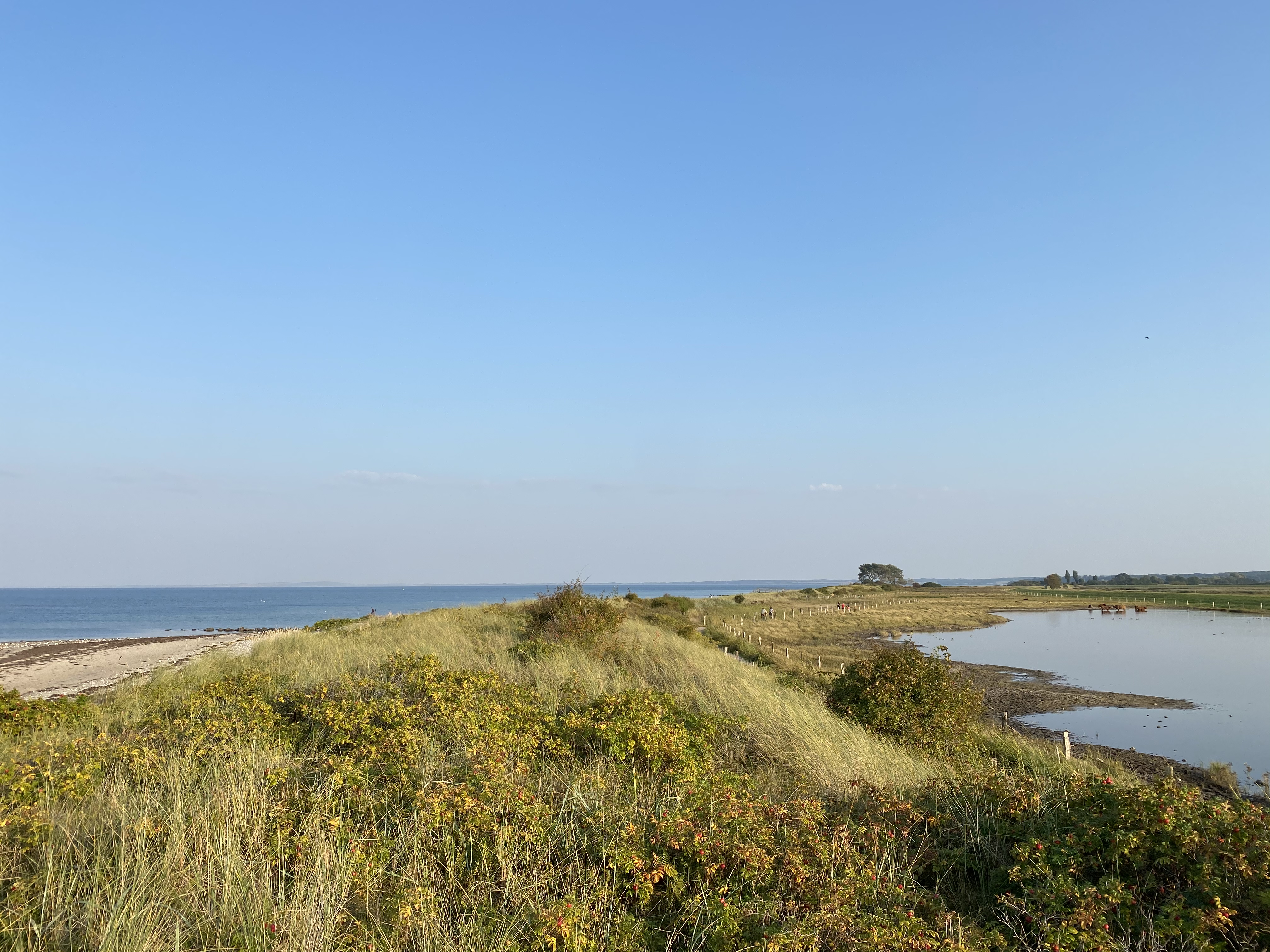
Kleiner Binnensee (rechts) 2020

### FFH-Teilgebiet Sehlendorfer Binnensee
Der Managementplan für das Fauna-Flora-Habitat-Gebiet DE-1629-391 „Strandseen der Hohwachter Bucht“ und das Europäische Vogelschutzgebiet DE-1530-491 „Östliche Kieler Bucht“ Teilgebiet „Sehlendorfer Binnensee“ wurde am 6. März 2017 veröffentlicht. Innerhalb des Teilgebietes liegt vollständig das 230 Hektar große Naturschutzgebiet Sehlendorfer Binnensee und Umgebung. Es wird vom NABU Schleswig-Holstein betreut, der auch ein Faltblatt zu diesem NSG herausgegeben hat. Das gesamte FFH-Teilgebiet liegt vollständig im Europäischen Vogelschutzgebiet DE 1530-491„Östliche Kieler Bucht“ und im HELCOM-Gebiet Küstenlandschaft Bottsand – Marzkamp und vorgelagerte Flachgründe der östlichen Kieler Bucht. Das FFH-Teilgebiet hat eine Flächen von 257 Hektar. Die Fläche des NSG Sehlendorfer Binnensee und Umgebung wurde im Jahre 2019 zur Wiesenvogelkulisse erklärt. Hiernach ist eine Umwandlung von Dauergrünland in Ackerland nur in engen Grenzen zulässig.
Das Teilgebiet liegt vollständig im Schwerpunktbereich Nr. 244 des landesweiten Biotopverbundsystems.
Der Sehlendorfer Binnensee hat als einziger Strandsee des FFH-Gebietes einen ungehinderten Zugang zur Ostsee. Das Teilgebiet ist durch Parkplätze am Nord- und Südrand, die über einen Wanderweg miteinander verbunden sind, touristisch erschlossen. Kurz vor der Mündung der Kossau in die Hohwachter Bucht führt eine Brücke über die Kossau, die den Nord- mit dem Südteil des Teilgebietes verbindet.

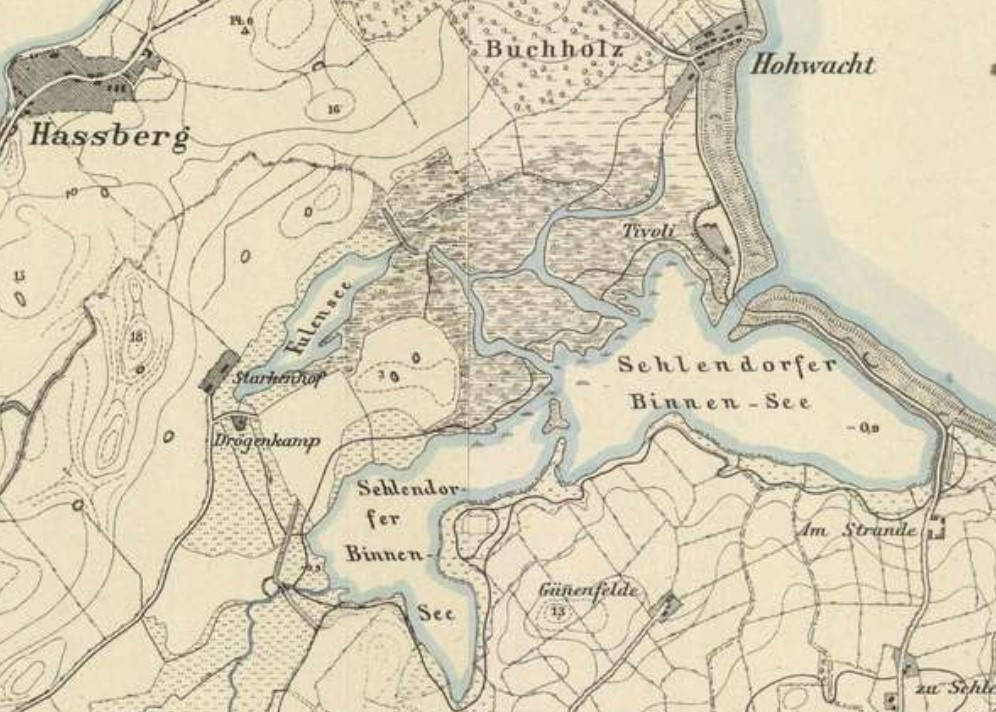
Sehlendorfer Binnensee um 1873
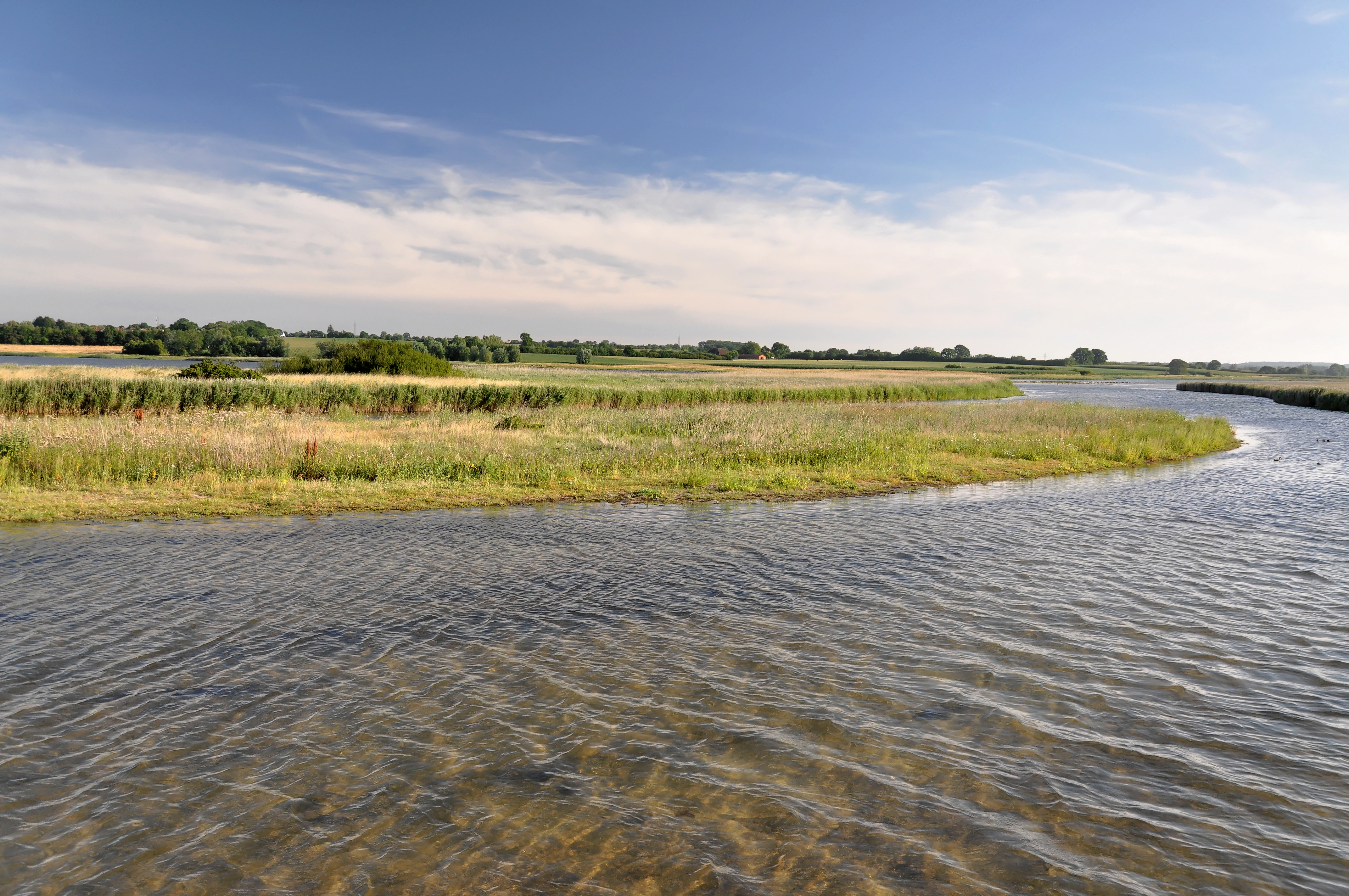
Sehlendorfer Binnensee 2014
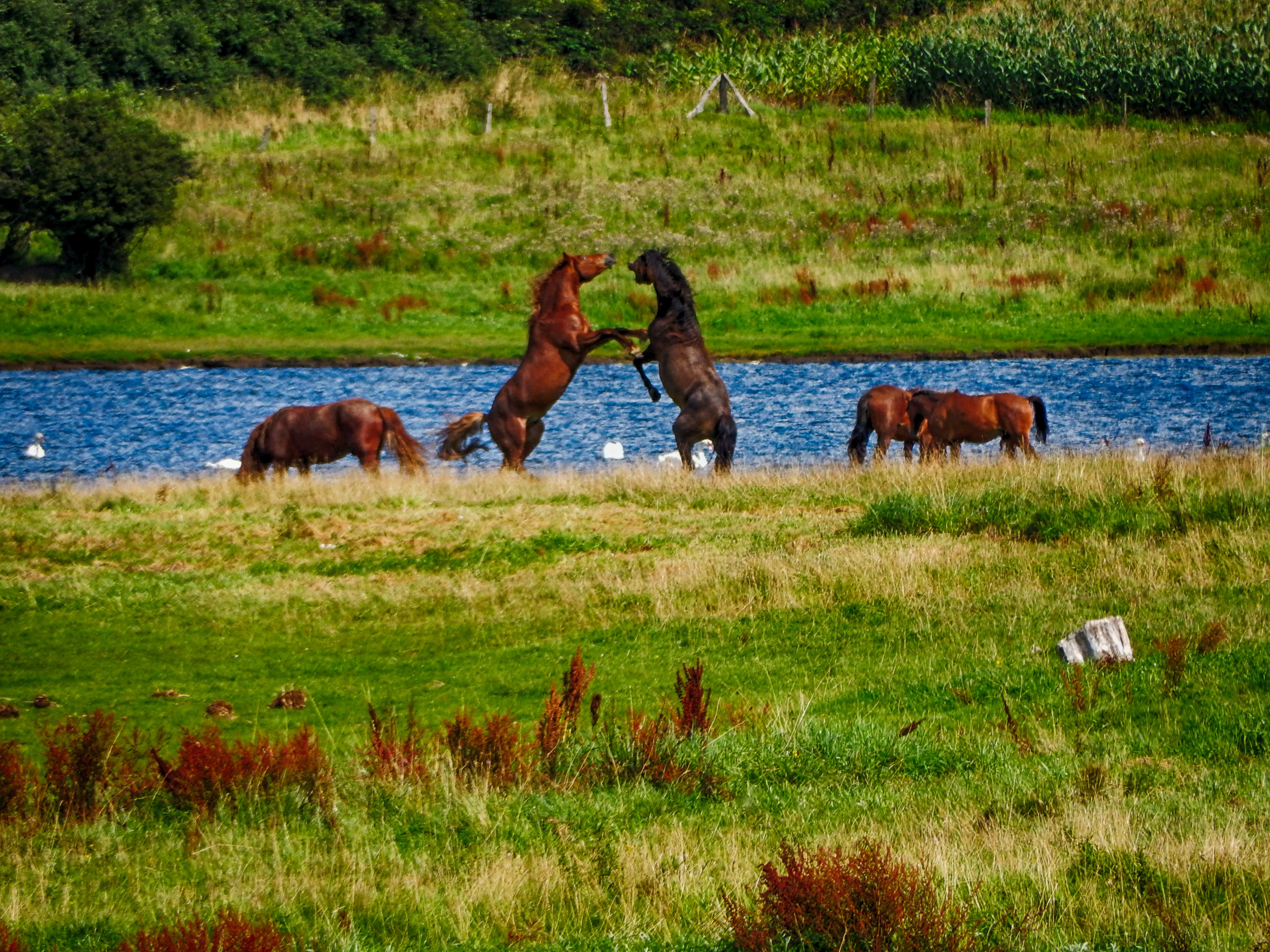
NSG Sehlendorfer Binnensee

### FFH-Teilgebiet Weißenhäuser Brök
Der Managementplan für das Fauna-Flora-Habitat-Gebiet DE-1629-391„Strandseen der Hohwachter Bucht“ Teilgebiet „Weißenhäuser Brök“ wurde am 15. Dezember 2014 veröffentlicht. Im Teilgebiet liegt das im Jahre 1942 eingerichtete Naturschutzgebiet Weißenhäuser Brök. Das Teilgebiet grenzt im Norden an das FFH-Gebiet Meeresgebiet der östlichen Kieler Bucht, im Osten an das FFH-Gebiet Putlos und im Süden an das FFH-Gebiet Tal der Kükelühner Mühlenau. Am Ostrand des NSG Weißenhäuser Brök befinden sich zwei Archäologische Kulturdenkmale. Es handelt sich um zwei Grabhügel mit den Identnummern aKD-ALSH-002343 und aKD-ALSH-002344 des Archäologischen Landesamtes Schleswig-Holstein (ALSH).

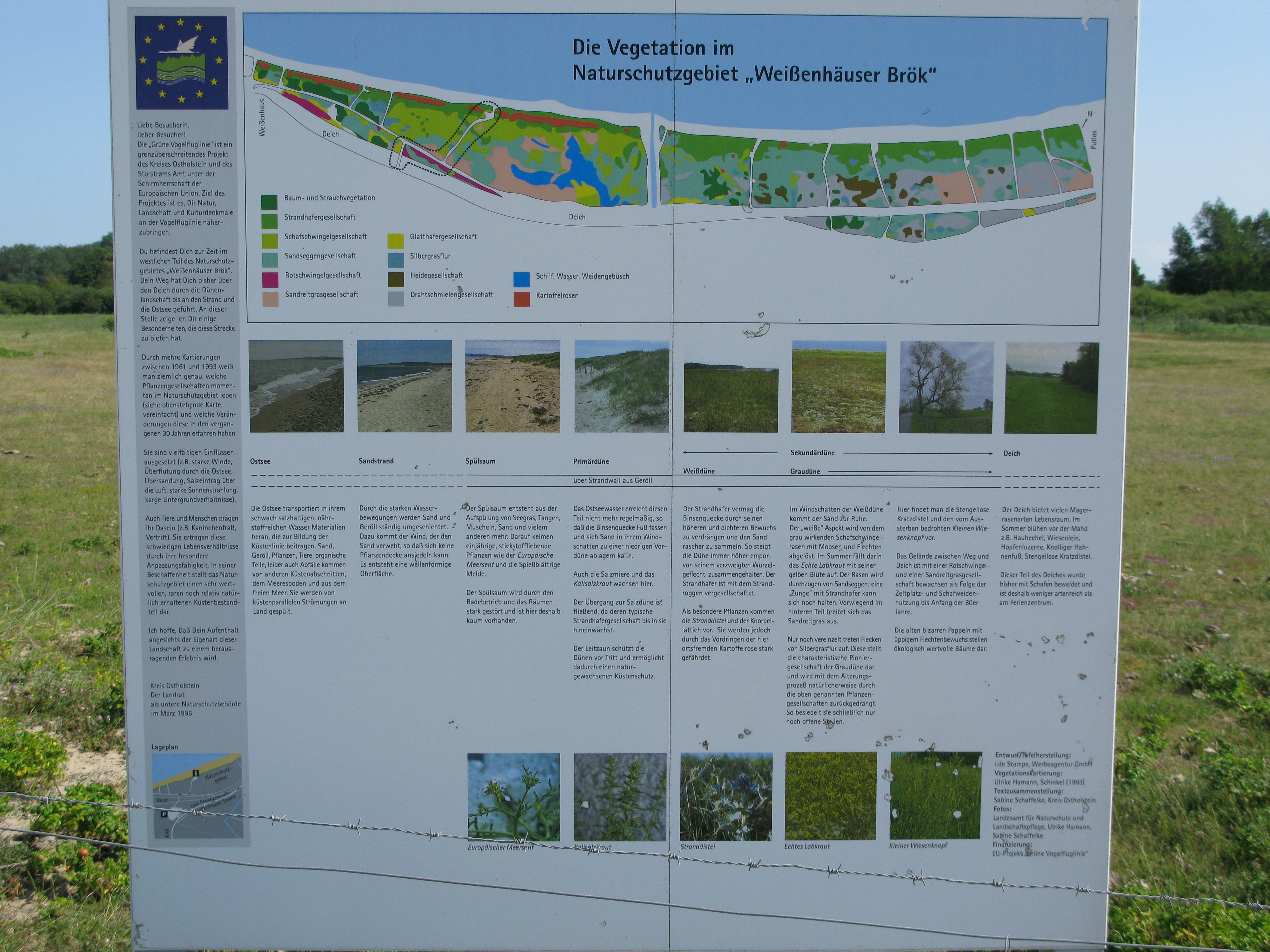
NSG Weißenhäuser Brök
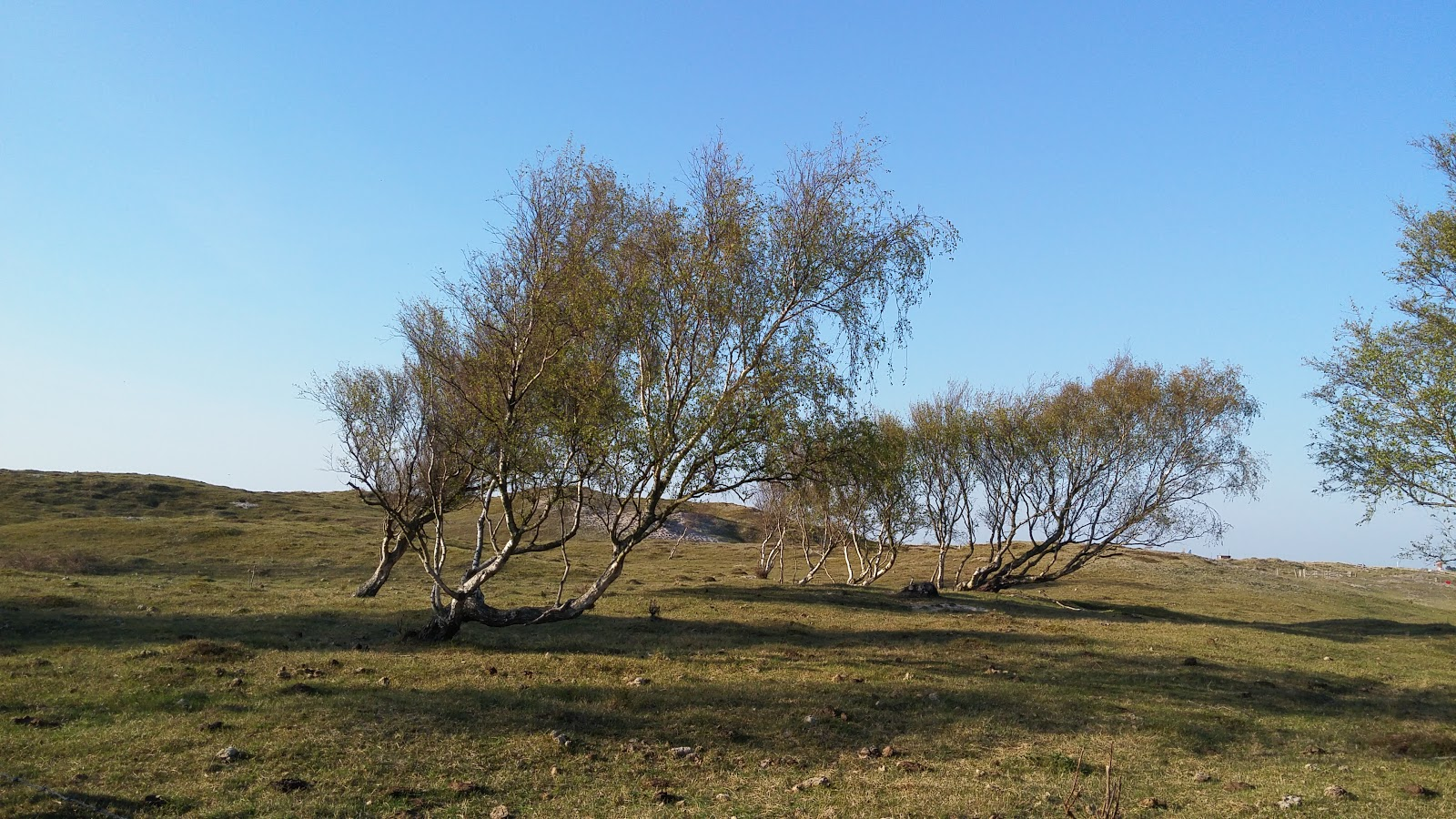
NSG Weißenhäuser Brök
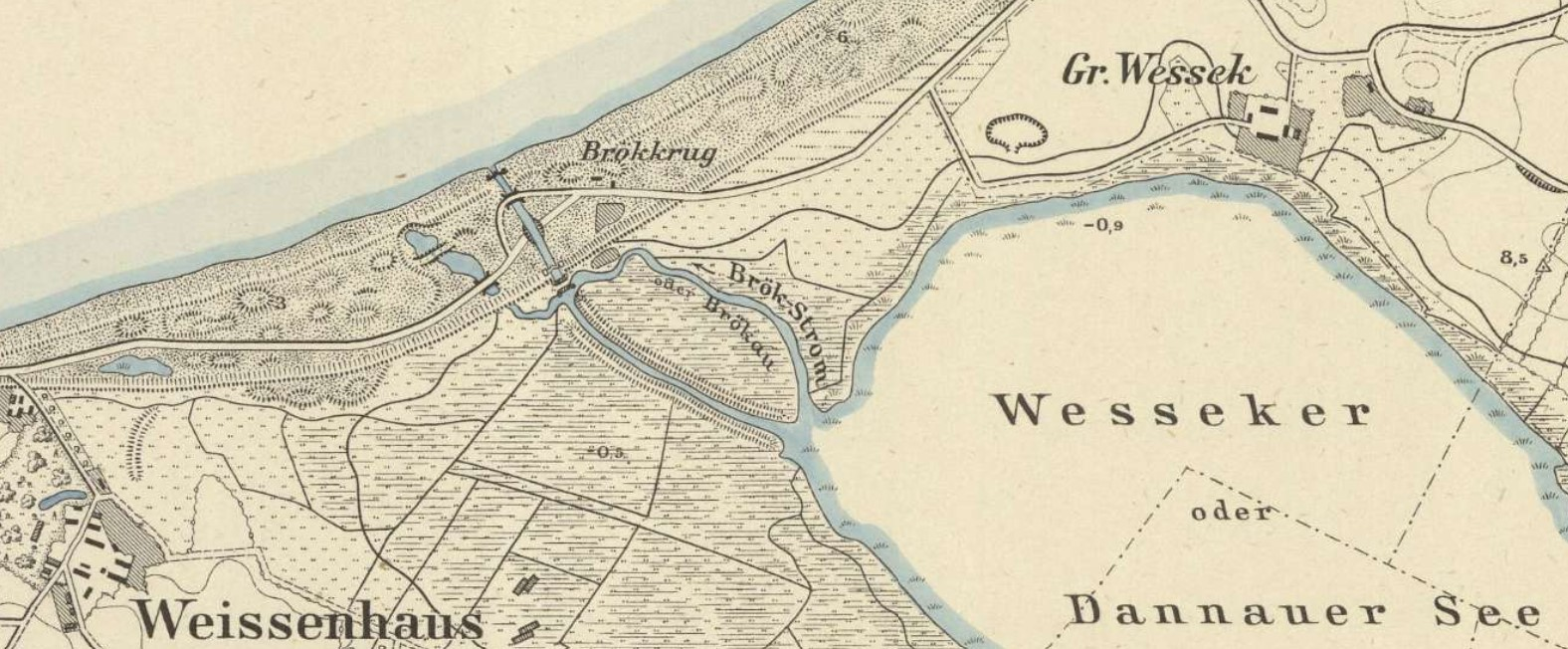
Mündung der Brökau in die Ostsee um 1873
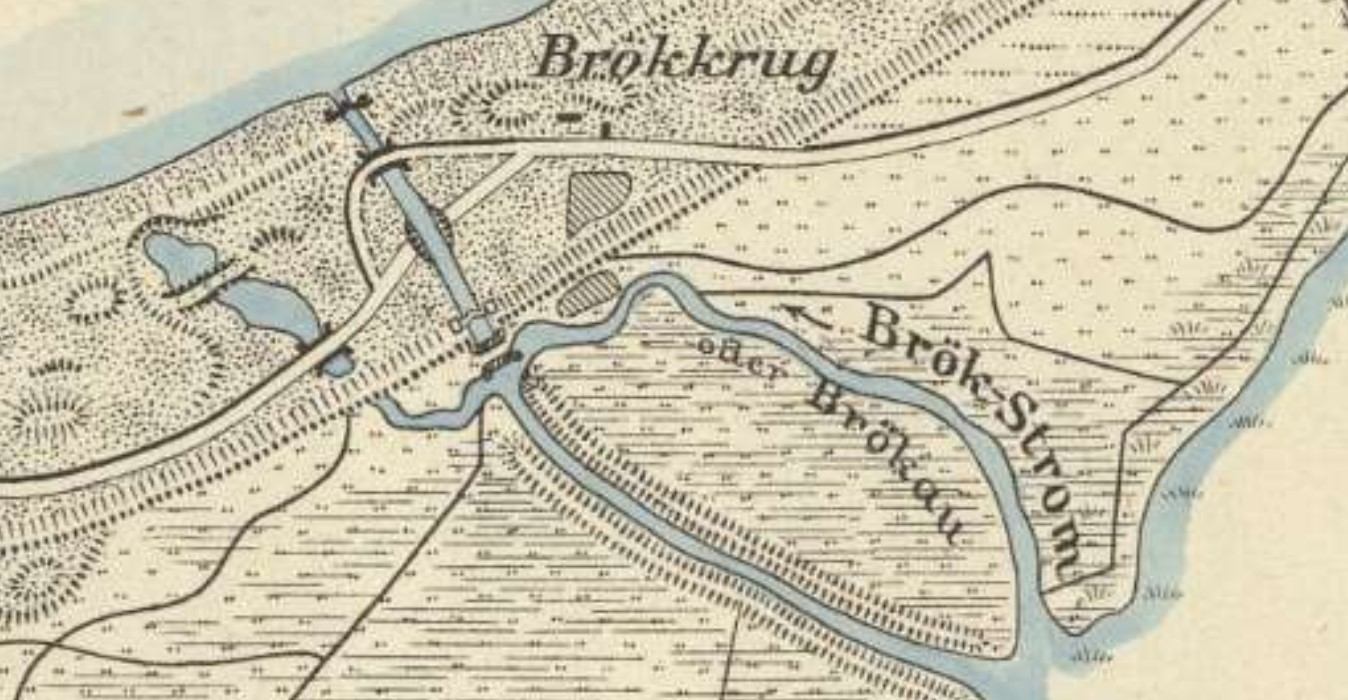
Sielbauwerk an der Brökau um 1873
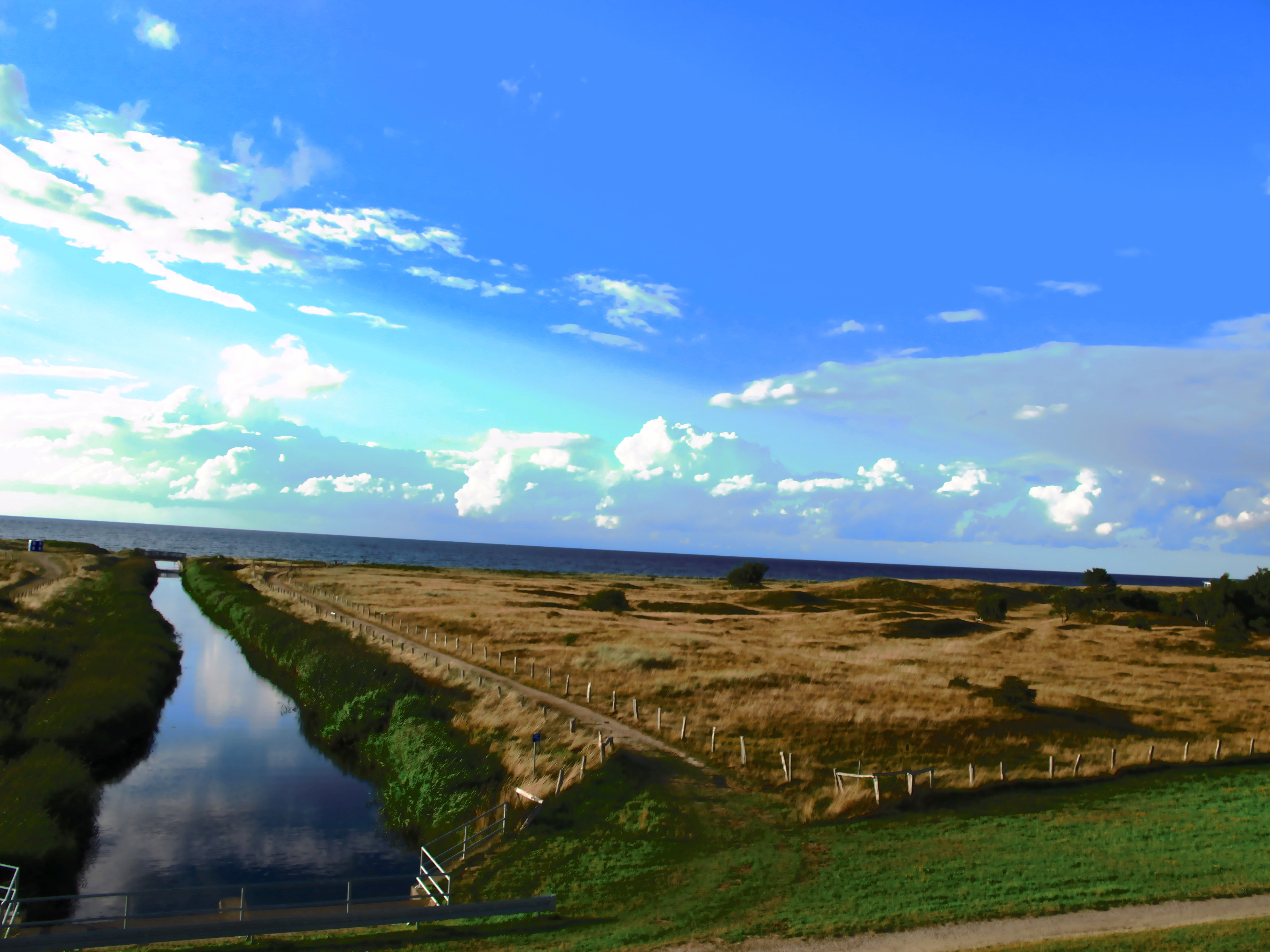
Mündung der Brökau in die Ostsee 2013

### FFH-Teilgebiet NSG Wesseker See
Der Managementplan DE-1629-391„Strandseen der Hohwachter Bucht“ Teilgebiet NSG „Wesseker See“ wurde am 1. September 2014 veröffentlicht. Er beinhaltet auch den Managementplan für das europäische Vogelschutzgebiet DE-1530-491 „Östliche Kieler Bucht“ Teilgebiet „Westlicher Oldenburger Graben“. Das FFH-Teilgebiet beinhaltet dieselbe Fläche wie das Naturschutzgebiet Wesseker See. Es liegt vollständig im Europäischen Vogelschutzgebiet „Östliche Kieler Bucht“ und im HELCOM-Gebiet „Küstenlandschaft Bottsand - Marzkamp“ und vorgelagerte Flachgründe der östlichen Kieler Bucht.
Es liegt im 846 Hektar großen Schwerpunktbereich Nummer 288 des landesweiten Biotopverbundsystems.
Mit der Gebietsbetreuung des NSG Wesseker See und des Europäischen Vogelschutzgebietes „Östliche Kieler Bucht“ Teilgebiet „Westlicher Oldenburger Graben“ wurde nach § 20 LNatSchG durch das LLUR der NABU Deutschland Landesverband Schleswig-Holstein e. V. beauftragt (Stand April 2023). Das FFH-Teilgebiet ist für Besucher nur im östlichen Teil teilweise zugänglich. Es gibt aber Wander- und Radwege außerhalb um das Teilgebiet herum. Außerdem sind auf diesen Wegen mehrere Infotafeln des landesweiten Besucher-Informationssystems (BIS) aufgestellt. Das LLUR hat im September 2009 ein BIS-Faltblatt über das Naturschutzgebiet Wesseker See herausgegeben, das an den BIS-Tafeln in Spendern dem Besucher zur Verfügung gestellt wird.
Der Wasserstand des Wesseker Sees (früher auch Dannauer See genannt) wird durch ein bewegliches Wehr (Lage) zwischen dem Fließgewässer Oldenburger Graben West und dem Ausfluss des Wesseker Sees mit der Gewässernummer 1.79 (ehemalige Bökerau) auf einem Meter unter NHN gehalten. Das Wasser wird danach über das Dauerschöpfwerk Weißenhaus auf Meeresniveau gehoben und fließt über einen Kanal in die Ostsee. Das Gebiet der ehemaligen Bökerau und des Wesseker Sees ist in den letzten 150 Jahren durch einen Landdeich und eingedeichte Fließgewässer vollständig vom Meer abgetrennt. Ein natürlicher Zulauf von salzigem Meerwasser bei Hochwasser ist nicht mehr gegeben.

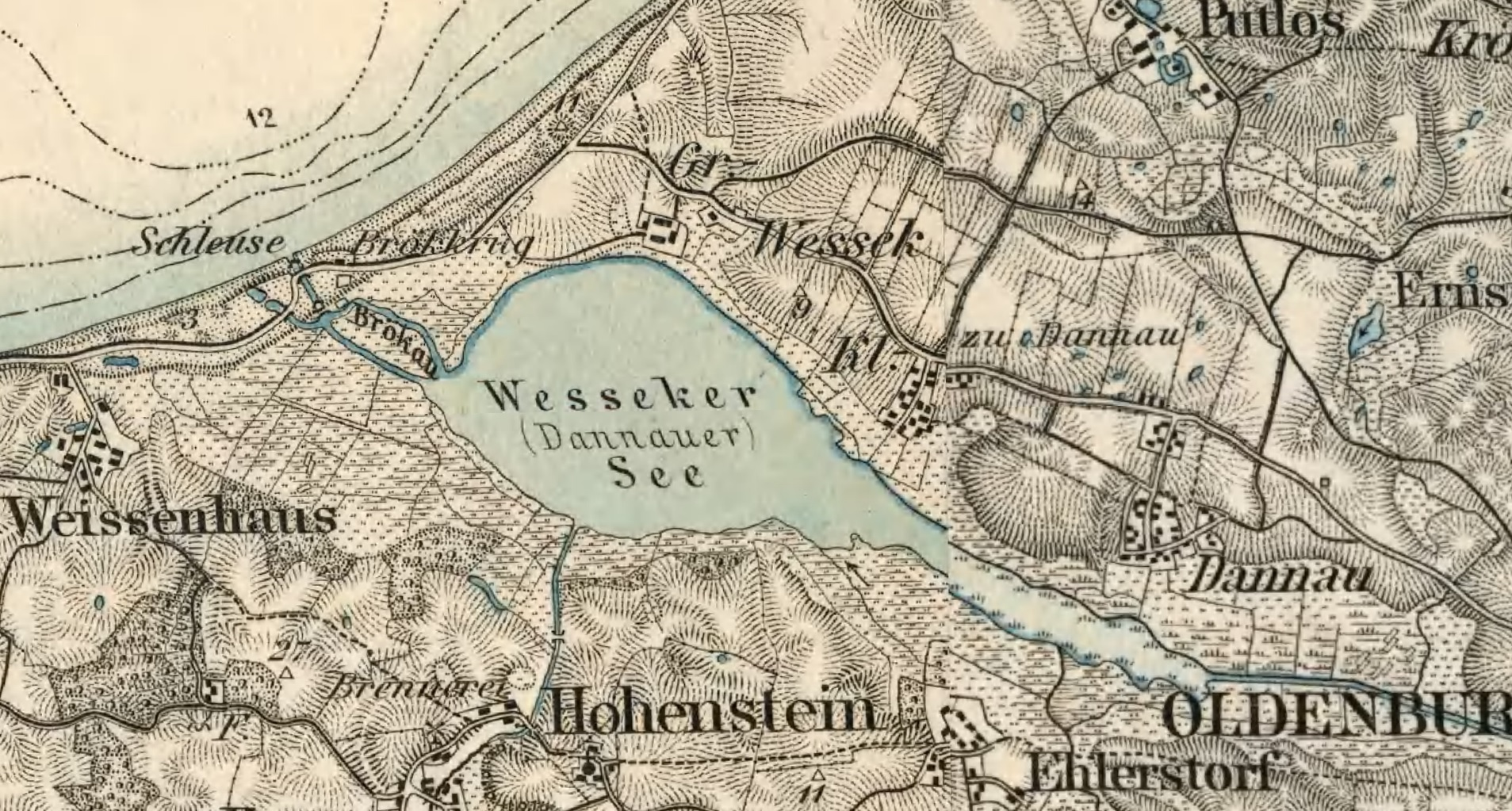
Wesseker See um 1873
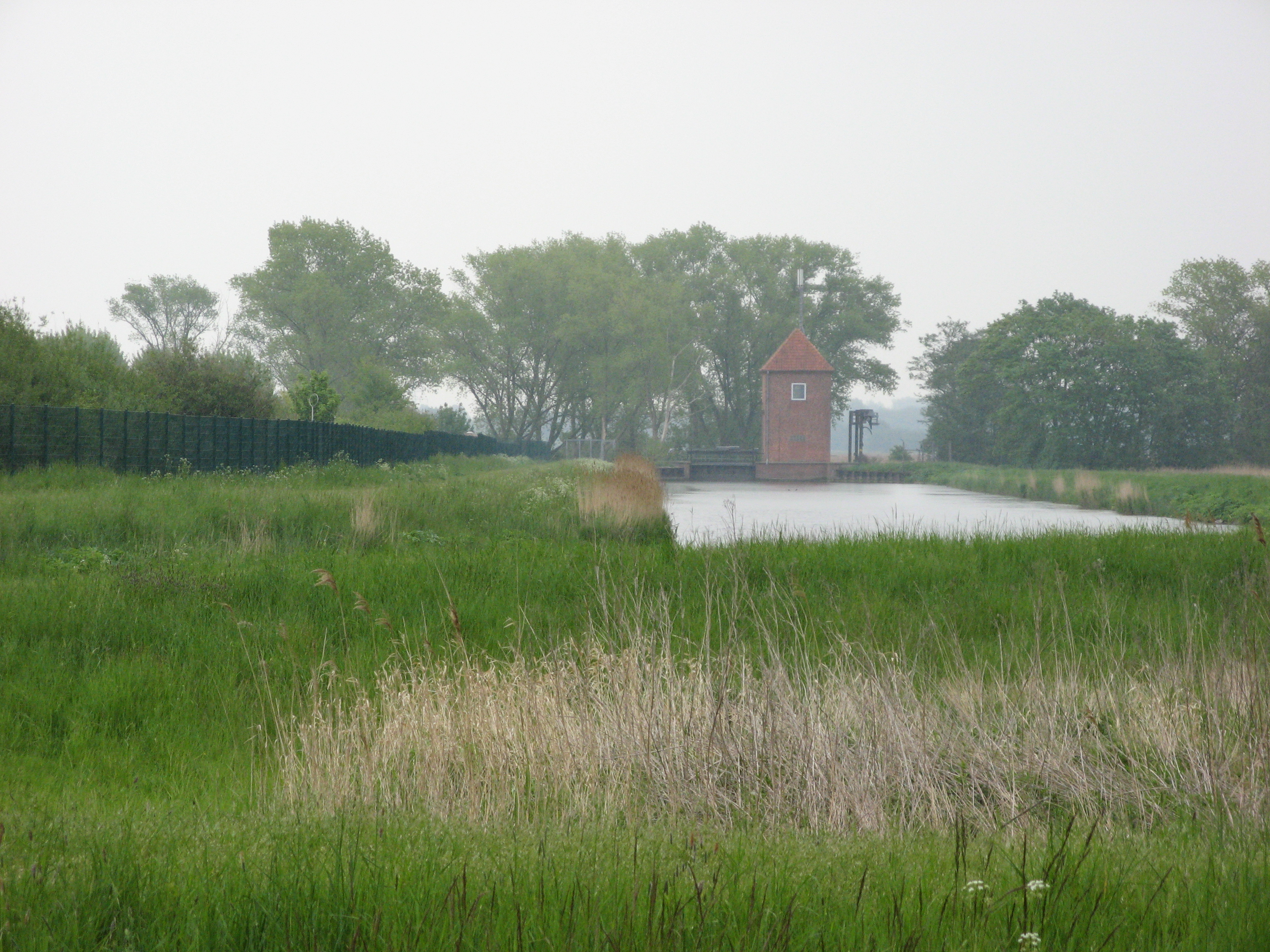
Dauerschöpfwerk Weißenhaus

## FFH-Erhaltungsgegenstand

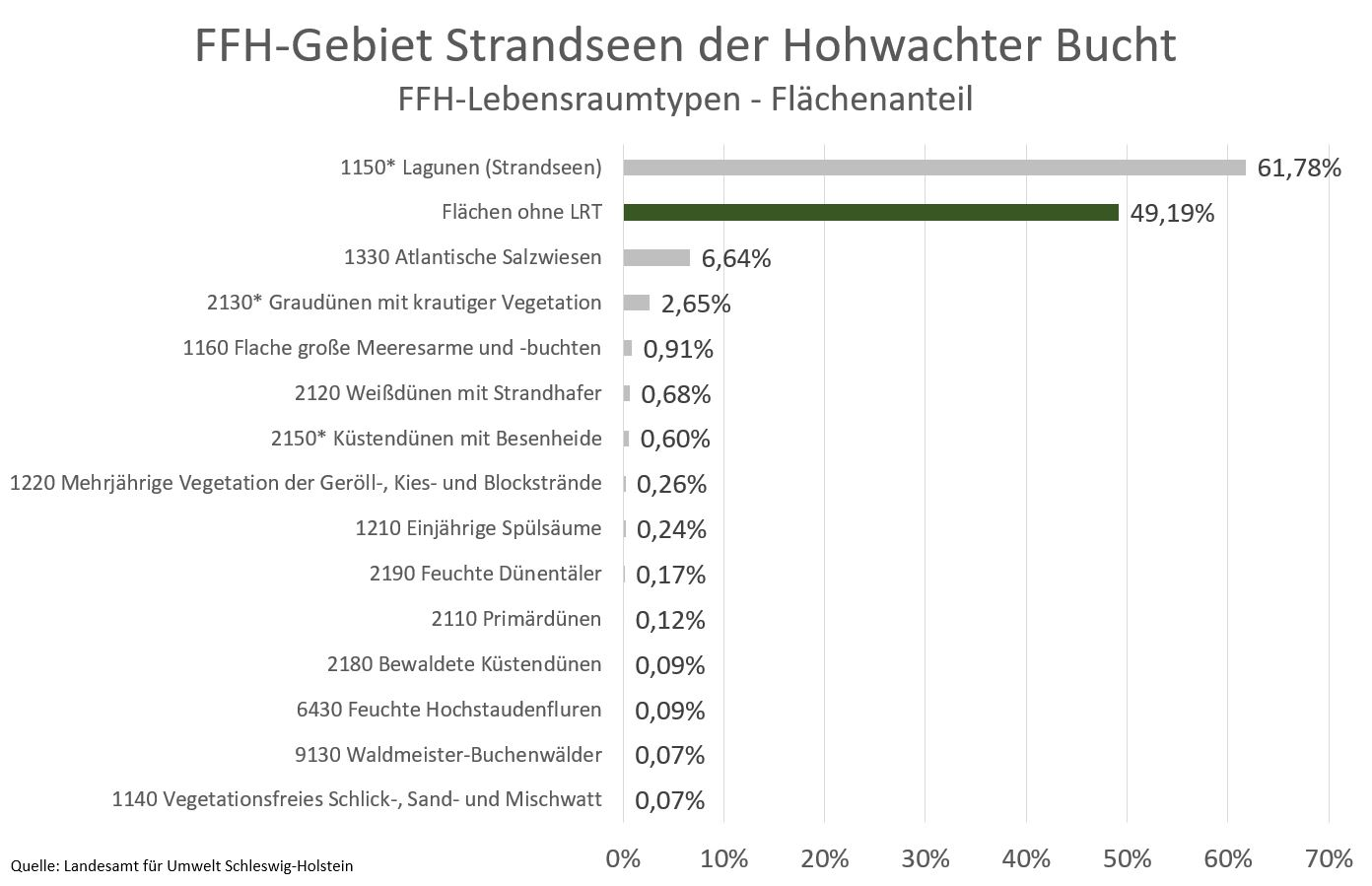
Diagramm 2ː FFH-Lebensraumtypen im FFH-Gebiet Strandseen der Hohwachter Bucht

Laut Standard-Datenbogen vom Juni 2014 sind folgende FFH-Lebensraumtypen (LRT) und Arten als FFH-Erhaltungsgegenstände mit den entsprechenden Beurteilungen zum Erhaltungszustand der Umweltbehörde der Europäischen Union gemeldet worden (Gebräuchliche Kurzbezeichnung (BfN)):
FFH-Lebensraumtypen nach Anhang I der EU-Richtlinie:
- 1140 Vegetationsfreies Schlick-, Sand- und Mischwatt (Gesamtbeurteilung B)[36]
- 1150* Lagunen (Strandseen) (Gesamtbeurteilung A)[37]
- 1160 Flache große Meeresarme und -buchten (Flachwasserzonen und Seegraswiesen) (Gesamtbeurteilung A)[38]
- 1210 Einjährige Spülsäume (Gesamtbeurteilung C)[39]
- 1220 Mehrjährige Vegetation der Geröll-, Kies- und Blockstrände (Gesamtbeurteilung B)[40]
- 1330 Atlantische Salzwiesen (Gesamtbeurteilung B)[41]
- 2110 Primärdünen (Gesamtbeurteilung B)[42]
- 2120 Weißdünen mit Strandhafer (Gesamtbeurteilung B)[43]
- 2130* Graudünen mit krautiger Vegetation (Gesamtbeurteilung B)[44]
- 2150* Küstendünen mit Besenheide (Gesamtbeurteilung A)[45]
- 2180 Bewaldete Küstendünen (Gesamtbeurteilung B)[46]
- 2190 Feuchte Dünentäler (Gesamtbeurteilung B)[47]
- 6430 Feuchte Hochstaudenfluren (Gesamtbeurteilung C)[48]
- 9130 Waldmeister-Buchenwälder (Gesamtbeurteilung C)[49]

Arten gemäß Artikel 4 der Richtlinie 2009/147/EG und Anhang II der Richtlinie 92/43/EWG und diesbezügliche Beurteilung des Gebiets:
- 1188 Rotbauchunke (Gesamtbeurteilung C)[51]
- 1318 Teichfledermaus (keine Gesamtbeurteilung)[52]
- 1166 Kammmolch (Gesamtbeurteilung C)[53]
- 1016 Bauchige Windelschnecke (Gesamtbeurteilung B)[54]

| FFH-Lebensraumtyp (LRT)                                         | Großer Binnensee und Kleiner Binnensee | Sehlendorfer Binnensee | Weißenhäuser Brök | NSG Wesseker See | Gesamtfläche lt. SDB |
| --------------------------------------------------------------- | -------------------------------------- | ---------------------- | ----------------- | ---------------- | -------------------- |
| 1140 Vegetationsfreies Schlick-, Sand- und Mischwatt            |                                        |                        |                   |                  | 1,0                  |
| 1150* Lagunen (Strandseen)                                      | 556,54                                 | 100,8                  |                   | 51               | 858,7                |
| 1160 Flache große Meeresarme und -buchten                       |                                        |                        |                   |                  | 12,7                 |
| 1210 Einjährige Spülsäume                                       | 0,67                                   | 0,2                    | k. A.             |                  | 3,4                  |
| 1220 Mehrjährige Vegetation der Geröll-, Kies- und Blockstrände | 3,61                                   |                        |                   |                  | 3,6                  |
| 1330 Atlantische Salzwiesen                                     | 39,98                                  | 63,7                   |                   |                  | 92,3                 |
| 2110 Primärdünen                                                | 0,36                                   | 0,8                    | k. A.             |                  | 1,6                  |
| 2120 Weißdünen mit Strandhafer                                  | 0,90                                   | 1,5                    | k. A.             |                  | 9,4                  |
| 2130* Graudünen mit krautiger Vegetation                        | 9,45                                   | 9,6                    | k. A.             |                  | 36,8                 |
| 2150* Küstendünen mit Besenheide                                |                                        |                        | k. A.             |                  | 8,4                  |
| 2180 Bewaldete Küstendünen                                      |                                        |                        | k. A.             |                  | 1,3                  |
| 2190 Feuchte Dünentäler                                         | 1,23                                   | 0,4                    | k. A.             |                  | 2,3                  |
| 6430 Feuchte Hochstaudenfluren                                  | 0,41                                   | 0,8                    |                   |                  | 1,2                  |
| 9130 Waldmeister-Buchenwälder                                   | 1,020                                  |                        |                   |                  | 1,0                  |

Die Tabelle 1 enthält die Angaben in den veröffentlichten Managementplänen der FFH-Teilgebiete und die des Gesamtgebietes im Standard-Datenbogen vom Mai 2017. Das FFH-Teilgebiet Weißenhäuser Brök enthält ausschließlich Dünenlebensraumtypen ohne Größenangaben. Im FFH-Teilgebiet NSG Wesseker See gibt es nur den FFH-Lebensraumtyp 1150* Lagunen (Strandseen).
Der Große Binnensee enthält ausschließlich den LRT 1150* Lagunen (Strandseen). Lediglich am Südrand zwischen der Landesstraße L 164 und dem Seeufer befindet sich der einzige Bestand des LRT 9130 Waldmeister-Buchenwälder im Gesamtgebiet. Alle anderen FFH-Lebensraumtypen dieses FFH-Teilgebietes befinden sich entweder am Kleinen Binnensee oder mit den Dünenlebensräume am schmalen Strandabschnitt zwischen der Kreisstraße K 35 und der Küste der Hohwachter Bucht südlich des Campingplatzes Lippe im Norden und der Wohnbebauung von Hohwacht im Süden.
Das FFH-Teilgebiet Sehlendorfer Binnensee hat eine ähnliche Vielfalt an FFH-Lebensraumtypen wie das FFH-Teilgebiet Großer Binnensee und Kleiner Binnensee. Es ist das einzige FFH-Teilgebiet, das einen natürlichen Zugang des Binnensees zum Meer hat und bietet deshalb den an Brackwasser angepassten Lebensraumtypen und Arten beste Lebensbedingungen.

## FFH-Erhaltungsziele
Aus den oben aufgeführten FFH-Erhaltungsgegenständen werden als FFH-Erhaltungsziele von besonderer Bedeutung die Erhaltung folgender Lebensraumtypen und Arten im FFH-Gebiet vom Ministerium für Energiewende, Landwirtschaft, Umwelt und ländliche Räume des Landes Schleswig-Holstein erklärt:
- 1140 Vegetationsfreies Schlick-, Sand- und Mischwatt
- 1150* Lagunen (Strandseen)
- 1160 Flache große Meeresarme und -buchten (Flachwasserzonen und Seegraswiesen)
- 1210 Einjährige Spülsäume
- 1330 Atlantische Salzwiesen
- 2110 Primärdünen
- 2120 Weißdünen mit Strandhafer
- 2130* Graudünen mit krautiger Vegetation
- 2150* Küstendünen mit Besenheide
- 2180 Bewaldete Küstendünen
- 2190 Feuchte Dünentäler
- 6430 Feuchte Hochstaudenfluren

- 9130 Waldmeister-Buchenwälder
- 1016 Bauchige Windelschnecke

Aus den oben aufgeführten FFH-Erhaltungsgegenständen werden als FFH-Erhaltungsziele von Bedeutung die Erhaltung folgender Lebensraumtypen und Arten im FFH-Gebiet vom Ministerium für Energiewende, Landwirtschaft, Umwelt und ländliche Räume des Landes Schleswig-Holstein erklärt:
- 1166 Kammmolch
- 1188 Rotbauchunke

Bis auf die Teichfledermaus sind alle FFH-Erhaltungsgegenstände damit als FFH-Erhaltungsziele übernommen worden.

## FFH-Analyse und Bewertung

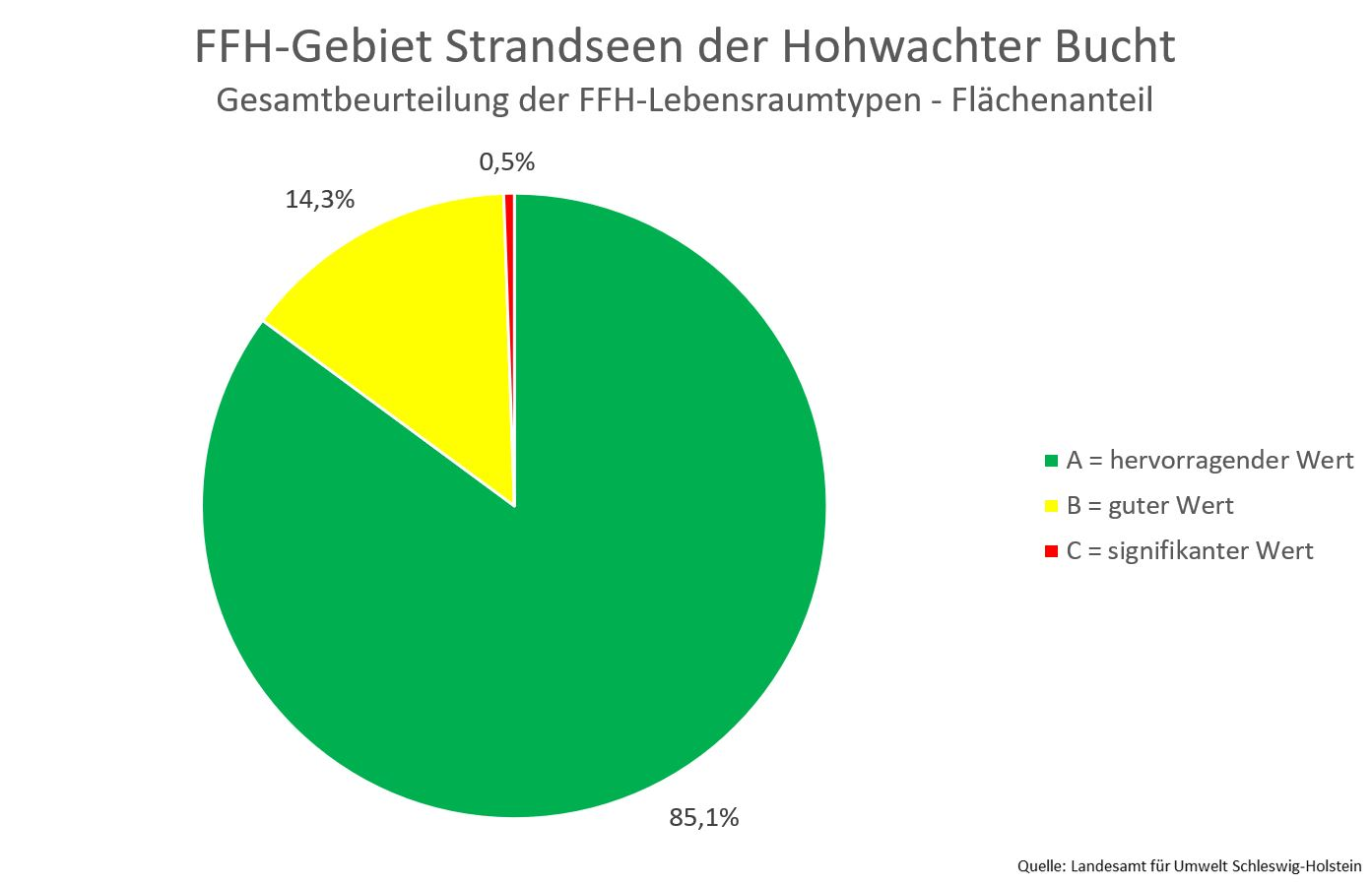
Diagramm 3ː Gesamtbeurteilung der FFH-Lebensraumtypen im FFH-Gebiet Strandseen der Hohwachter Bucht

Das Kapitel FFH-Analyse und Bewertung in den Managementplänen beschäftigt sich unter anderem mit den aktuellen Gegebenheiten des FFH-Gebietes und den Hindernissen bei der Erhaltung und Weiterentwicklung der FFH-Lebensraumtypen und Arten. Die Ergebnisse fließen in die FFH-Maßnahmenkataloge ein.

### FFH-Teilgebiet Großer Binnensee und Kleiner Binnensee
Während dem Gebiet des Kleinen Binnensees überwiegend ein guter Erhaltungszustand (B) bescheinigt wird, erhält der Große Binnensee nur die niedrigste Stufe (C) der Bewertungsskala. Allerdings befürchtet man für die nächste Beurteilungsperiode eine Abwertung des Kleinen Binnensees. Der Grund hierfür sind eine weiter gehende Eutrophierung durch die Einleitung von Drainagewasser aus den umliegenden intensiv genutzten Acker- und Weideflächen, sowie der künstlich niedrig gehaltene Wasserstand. Die Seen dienen als Retentionsfläche bei Starkregenereignissen. Eine ungehinderte Durchgängigkeit für Fische aus der Ostsee ist durch die meistens geschlossenen Sieltore nicht ausreichend gegeben.
Wegen seiner Größe von 475 Hektar besteht für den Großen Binnensee laut europäischer Wasserrahmenrichtlinie (WRRL) eine Berichtspflicht gegenüber der europäischen Umweltagentur in Kopenhagen. Der Große Binnensee befindet sich in einem unbefriedigenden ökologischen Gesamtzustand, während der chemische Gesamtzustand nicht gut ist. Letzteres wird damit begründet, dass die Grenzwerte der Umweltqualitätsnormen (UQN) bezüglich Nitrate, Bromierter Diphenylether (BDE), Quecksilber und Quecksilberverbindungen überschritten werden. Der Zulauf zum Großen Binnensee, das Fließgewässer Kossau ist ebenfalls ein berichtspflichtiges Gewässer. Der Unterlauf der Kossau mit der Kennung DERW_DESH_KO_10_C befindet sich in einem unbefriedigenden ökologischen Gesamtzustand, während der chemische Gesamtzustand nicht gut ist. Letzteres wird damit begründet, dass die Grenzwerte der Umweltqualitätsnormen (UQN) bezüglich Nitrate, Bromierter Diphenylether (BDE), Quecksilber und Quecksilberverbindungen überschritten werden. Bis zum Jahre 2028 muss gemäß WRRL für alle Gewässer in der Europäischen Union ein „guter“ ökologischer und chemischer Zustand erreicht werden.

### FFH-Teilgebiet Sehlendorfer Binnensee
Der FFH-Lebensraumtyp 1150* Lagunen (Strandseen) stellt den größten Flächenanteil im FFH-Teilgebiet Sehlendorfer Binnensee dar. Er hat einen hervorragenden Erhaltungszustand, während der zweitgrößte Anteil, der des FFH-LRT 1330 Atlantische Salzwiesen, einen guten Erhaltungszustand aufweist. Der mit knapp zehn Hektar drittgrößter FFH-LRT 2130* Graudünen mit krautiger Vegetation ist in einem nicht guten Erhaltungszustand.
Wegen seiner Größe von 79,9 Hektar besteht für den Sehlendorfer Binnensee laut europäischer Wasserrahmenrichtlinie (WRRL) eine Berichtspflicht gegenüber der europäischen Umweltagentur in Kopenhagen. Der Sehlendorfer Binnensee befindet sich in einem mäßigen ökologischen Gesamtzustand, während der chemische Gesamtzustand nicht gut ist. Letzteres wird damit begründet, dass die Grenzwerte der Umweltqualitätsnormen (UQN) bezüglich Nitrate, Bromierter Diphenylether (BDE), Quecksilber und Quecksilberverbindungen überschritten werden.
Der Sehlendorfer Binnensee hat neben dem natürlichen Zugang zur Ostsee auch einen bedeutenden Zufluss von Süßwasser durch die Mühlenau. Diese bildet zusammen mit dem Flaßlandbek und der Schmiedenau mit einer Gesamtlänge von 30,61 Kilometer das berichtspflichtige Gewässer „Mühlenau, Flaßlandbek, Schmiedenau (Fließgewässer)“ mit der Kennung DERW_DESH_KO_02. Es befindet sich in einem unbefriedigenden ökologischen und nicht guten chemischen Gesamtzustand. Letzterer wird damit begründet, dass die Grenzwerte der Umweltqualitätsnormen (UQN) bezüglich Nitrate, Bromierter Diphenylether (BDE), Quecksilber und Quecksilberverbindungen überschritten werden.

### FFH-Teilgebiet Weißenhäuser Brök
Das FFH-Teilgebiet Weißenhäuser Brök ist von allen Teilgebieten besonders von touristisch genutzten Flächen umgeben. Der Strand ist nicht Teil des Naturschutzgebietes Weißenhäuser Brök und wird in den Sommermonaten von den Gästen des Feriendorfes Weißenhäuser Strand und Tagesgästen als Badestrand genutzt. Von der den Dünen vorgelagerten Straße führen insgesamt dreizehn Wege durch die Dünen zum Strand. Sie stellen eine starke Beeinträchtigung der Vogelwelt in den Dünen während der Brutzeit dar. Die invasive Art Rosa rugosa ist seit den sechziger Jahren des zwanzigsten Jahrhunderts im Gebiet verbreitet. Im östlichen Teil haben sich trotz Beweidung mit Robustrindern auf Trockenrasenflächen mittlerweile kleine Gehölze aus Birken, Eichen und Kiefern entwickelt.
Das dem Teilgebiet vorgelagerte Küstengewässer ist nach WRRL ein berichtspflichtiges Gewässer mit der Kennung DECW_DESH_B3-9610-09-06 und der Bezeichnung „Putlos (Küstengewässer)“. Es befindet sich in einem mäßigen ökologischen und nicht guten chemischen Gesamtzustand. Letzterer wird damit begründet, dass die Grenzwerte der Umweltqualitätsnormen (UQN) bezüglich Nitrate, Bromierter Diphenylether (BDE), Perfluoroktansulfonsäure und ihrer Derivate (PFOS), Quecksilber und Quecksilberverbindungen überschritten werden. Im Teilgebiet befindet sich die Mündung des Fließgewässers Oldenburger Graben West. Hierbei handelt es sich um ein erheblich verändertes Gewässer. Es unterliegt mit der Kennung DERW_DESH_OG_13_A als „Oldenburger Graben West (Fließgewässer)“ ebenfalls der Berichtspflicht nach WRRL. Es befindet sich in einem mäßigen ökologischen und nicht guten chemischen Gesamtzustand. Letzterer wird damit begründet, dass die Grenzwerte der Umweltqualitätsnormen (UQN) bezüglich Nitrate, Bromierter Diphenylether (BDE), Quecksilber und Quecksilberverbindungen überschritten werden.

### FFH-Teilgebiet NSG Wesseker See
Im FFH-Teilgebiet NSG Wesseker See gibt es mit dem See nur den FFH-Lebensraumtyp 1150* Lagunen (Strandseen). Ein Austausch mit dem Wasser der Ostsee findet nur durch Qualm- und Druckwasser statt. Die dabei zugeführte Salzmenge reicht nicht aus, die den See umgebenden ehemaligen Salzwiesen zu versorgen. Deshalb stellen sie auch keinen signifikanten Lebensraumtyp dar. Eine Wiederherstellung des Lebensraumtyps 1330 Atlantische Salzwiesen ist unter den gegebenen Umständen nicht mehr möglich. Der Wesseker See wird bei Beibehaltung des jetzigen Wasserstandes und dem ständigen Zufluss von Nährstoffen aus den umgebenden Grünlandflächen unweigerlich verlanden. Südlich des Wesseker Sees befindet sich das Fließgewässer Oldenburger Graben West. Hierbei handelt es sich um ein erheblich verändertes Gewässer. Es unterliegt mit der Kennung DERW_DESH_OG_13_A als „Oldenburger Graben West (Fließgewässer)“ ebenfalls der Berichtspflicht nach WRRL. Es befindet sich in einem mäßigen ökologischen und nicht guten chemischen Gesamtzustand. Letzterer wird damit begründet, dass die Grenzwerte der Umweltqualitätsnormen (UQN) bezüglich Nitrate, Bromierter Diphenylether (BDE), Quecksilber und Quecksilberverbindungen überschritten werden.

## FFH-Maßnahmenkatalog

### FFH-Teilgebiet Großer Binnensee und Kleiner Binnensee
Der FFH-Maßnahmenkatalog im Managementplan für das FFH-Teilgebiet Großer Binnensee und Kleiner Binnensee führt neben den bereits durchgeführten Maßnahmen geplante Maßnahmen zur Erhaltung und Entwicklung der FFH-Lebensraumtypen im FFH-Gebiet an. Konkrete Empfehlungen sind in 45 Maßnahmenblättern, einer Maßnahmenkarte für die bereits durchgeführten Maßnahmen und einer für die vorgeschlagenen künftigen Maßnahmen beschrieben.
Eine notwendige Maßnahme am gesamten Dünenabschnitt des Teilgebietes ist die Beseitigung der sich ausbreitenden invasiven Art Kartoffelrose. Sie bietet den Prädatoren wie dem Fuchs Verstecke und ist besonders in der Brutzeit eine Gefahr für die dort brütenden Vogelarten. Für die in der Nordhälfte des Großen Binnensees befindlichen Uferbereiche bestehen zwischen dem LLUR und den Eigentümern Verträge nach dem Muster „Vertragsnaturschutz Moor ohne Düngung“.

### FFH-Teilgebiet Sehlendorfer Binnensee
Der FFH-Maßnahmenkatalog im Managementplan führt neben den bereits durchgeführten Maßnahmen geplante Maßnahmen zur Erhaltung und Entwicklung der FFH-Lebensraumtypen im FFH-Gebiet an. Konkrete Empfehlungen sind in 24 Maßnahmenblättern, einer Maßnahmenkarte für die bisher durchgeführten Maßnahmen und einer für die zukünftigen Maßnahmen beschrieben.
Im Dünenbereich an der Öffnung zur Hohwachter Bucht ist für den Vogelschutz die Bekämpfung der Kartoffelrose notwendig, sowie die zeitweise Sperrung des Strandbereiches während der Brutzeit der dortigen Vogelwelt.

### FFH-Teilgebiet Weißenhäuser Brök
Der FFH-Maßnahmenkatalog im Managementplan führt neben den bereits durchgeführten Maßnahmen geplante Maßnahmen zur Erhaltung und Entwicklung der FFH-Lebensraumtypen im FFH-Gebiet an. Konkrete Empfehlungen sind in einem Maßnahmenblatt, einer Maßnahmenkarte für die bereits durchgeführten Maßnahmen und einer für die zukünftigen Maßnahmen im FFH-Teilgebiet beschrieben.
Im Dünenbereich und am Hauptweg in unmittelbarer Nähe der Feriensiedlung ist die Beseitigung der nicht heimischen Kartoffelrose notwendig. Die Restheiden zwischen dem Hauptweg und dem Küstenschutzdeich müssen ausgelichtet werden.

### FFH-Teilgebiet NSG Wesseker See
Der FFH-Maßnahmenkatalog im Managementplan führt neben den bereits durchgeführten Maßnahmen geplante Maßnahmen zur Erhaltung und Entwicklung der FFH-Lebensraumtypen im FFH-Gebiet an. Konkrete Empfehlungen sind in einem Maßnahmenblatt, einer Maßnahmenkarte für die bereits durchgeführten Maßnahmen und eine für zukünftige Maßnahmen im FFH-Teilgebiet beschrieben.
Notwendige Hauptaufgabe ist die weitgehende Wiedervernässung der Grünflächen und Wälder rund um den Wesseker See.

## FFH-Erfolgskontrolle und Monitoring der Maßnahmen
Eine FFH-Erfolgskontrolle und Monitoring der Maßnahmen findet in Schleswig-Holstein alle 6 Jahre statt. Die Ergebnisse des letzten Monitorings wurden noch nicht der Öffentlichkeit zugänglich gemacht (Stand Oktober 2023).